# 30 Rock: A XXX Parody
30 Rock: A XXX Parody è un film pornografico del 2009 diretto da Lee Roy Myers e prodotto dalla New Sensations. La pellicola è una parodia della serie televisiva 30 Rock. Lisa Ann, che ha ricoperto il ruolo di Sarah Palin in Who's Nailin' Paylin?, interpreta Liz Lemon, personaggio interpretato da Tina Fey.

## Trama
Il film è basato sullo sketch comico televisivo TCS with Trey Jordan, nel quale Liz Limon deve far alzare gli indici d'ascolto facendo sesso. La pellicola si suddivide in cinque scene tra cui una tra il dirigente di rete Jake, l'assistente Karina e l'attrice Jenny. Il film si conclude con un sex tape tra Liz Lemon e il fidanzato Danny che viene accidentalmente mandato in onda nello show.

## Riconoscimenti
- AVN Awards
  - AVN Award for Best Couples Sex Scene (film) (Amy Reid e Ralph Long)[7]
  - Candidatura a Best Actor - (Film) (Herschel Savage)[8]
  - Candidatura a AVN Award for Best Supporting Actress (film) (Ashlynn Brooke)[8]
  - Candidatura a Best Non-Sex Performance (Bishop)[8]
  - Candidatura a Best Non-Sex Performance (Paul Woodcrest)[8]
  - Candidatura a Best Three-Way Sex Scene - Video (Lana Violet, Rebeca Linares e Erik Everhard)[8]
  - Candidatura a Best Makeup (Maria e Glenn Alfonso)[8]
  - Candidatura a Best On-Line Marketing Campaign, Individual Project[8]
  - Candidatura a Best Sex Parody[8]
- XBIZ Award
  - Candidatura a Director of the Year, Individual Project (Lee Roy Myers)[9]
  - Candidatura a Acting Performance (Male) of the Year (Herschel Savage)[9]
  - Candidatura a Marketing Campaign of the Year[9]
  - Candidatura a Parody Release of the Year[9]